# Bierné-les-Villages
Bierné-les-Villages é uma comuna francesa na região administrativa do País do Loire, no departamento de Mayenne. Estende-se por uma área de 47.73 km². Em 2010 a comuna tinha 1 281 habitantes (densidade: 26,8 hab./km²).
Foi criada em 1 de janeiro de 2019, a partir da fusão das antigas comunas de Bierné (sede da comuna), Argenton-Notre-Dame, Saint-Laurent-des-Mortiers e Saint-Michel-de-Feins.